# Scoparia tetracycla
Scoparia tetracycla là một loài bướm đêm trong họ Crambidae.